# Dryadella aurea
Dryadella aurea är en orkidéart som beskrevs av Carlyle August Luer och Alexander Charles Hirtz. Dryadella aurea ingår i släktet Dryadella och familjen orkidéer. Inga underarter finns listade i Catalogue of Life.